# Nation crie de Little Red River
La Nation crie de Little Red River est une bande indienne de la Première Nation des Cris dans le Nord de l'Alberta au Canada. Elle possède deux réserves et un établissement. Elle a une population inscrite totale de 5 449 membres. Elle fait partie du conseil tribal de North Peace Tribal Council et est signataire du Traité 8.

## Démographie
Les membres de la Nation crie Little Red River sont des Cris. En août 2016, la bande avait une population inscrite totale de 5 449 membres dont 12 % vivaient hors réserve. Selon le recensement de 2011, sur une population totale de 3 025 personnes, 98,8 % de la population connaissent l'anglais, 92,6 % connaissent une langue autochtone et 0,3 % connaissent le français. 87,4 % de la population ont une langue autochtone encore comprise en tant que langue maternelle et 90,4 % utilisent une langue autochtone à la maison.

## Géographie
La Nation crie de Little Red River possède deux réserves et un établissement. La réserve la populeuse de la bande est Fox Lake 162 (en) tandis que la plus grande en superficie est John D'Or Prairie 215 (en),. La ville importante située le plus près de la Nation est High Level.
| Nom officiel                   | Superficie (ha) | Emplacement                         |
| ------------------------------ | --------------- | ----------------------------------- |
| Fox Lake 162 (en)              | 10 438,3        | à 13 km au nord de Little Red River |
| Garden Creek Indian Settlement | 0               | dans le parc national Wood Buffalo  |
| John D'Or Prairie 215 (en)     | 14 034          | à 48 km à l'est de Fort Vermilion   |

## Gouvernement
La Nation crie de Little Red River est gouvernée par un conseil de bande élu selon un système électoral selon la coutume basé sur la section 11 de la Loi sur les Indiens. Pour le mandat de 2015 à 2019, ce conseil est composé du chef Gus Loonskin et de 10 conseillers.